# Coal Creek (Boulder County, Colorado)
Coal Creek is een plaats (census-designated place) in de Amerikaanse staat Colorado, en valt bestuurlijk gezien onder Boulder County, Gilpin County en Jefferson County.

## Demografie
Bij de volkstelling in 2000 werd het aantal inwoners vastgesteld op 2323.

## Geografie
Volgens het United States Census Bureau beslaat de plaats een oppervlakte van
24,4 km², geheel bestaande uit land.

## Plaatsen in de nabije omgeving
De onderstaande figuur toont nabijgelegen plaatsen in een straal van 16 km rond Coal Creek.